# Via Francigena du Sud
La Via Francigena du Sud est un prolongement, au-delà de Rome, de la Via Francigena, chemin de pèlerinage vers Rome. 
Le tracé de ce chemin correspond largement à l'antique via Appia Traiana.
Cette voie de pèlerinage était utilisée pour rejoindre les ports d'embarquement vers la Terre sainte : Bari, Barlette, Brindes. Deux étapes pouvaient constituer un but en soi : 
- le sanctuaire de Monte Gargano, pèlerinage vers un lieu d'apparition de saint Michel, à Monte Sant'Angelo.
- la tombe de saint Nicolas de Myre, à Bari.

## Parcours
Après Rome (Porte Saint-Sébastien), ce chemin emprunte la voie Appienne (ou, dans une variante, la voie Latine/Casiline) jusqu'à Bénévent. De là, elle se dirige vers le Gargano. Ensuite, elle se poursuit jusqu'à Brindes et Otrante, voire au cap de Leuca. 
Principales étapes : 
- Rome
- Anagni, Mont-Cassin (variante : par Terracine)
- Capoue
- Bénévent
- Barlette
- Bari
- Brindes
- Otrante
- Leuca

## Liens
- Article du "Monde"
- http://www.viefrancigenedelsud.it/
- http://www.retecamminifrancigeni.eu/index.php?pag=280